# 129e brigade d'infanterie (Royaume-Uni)
La  129e brigade d'infanterie britannique (en anglais 129th Infantry Brigade)  est une brigade d'infanterie de la Territorial Army (armée de réserve britannique), créée au cours de la Seconde Guerre mondiale.
La brigade a été créée en 1908 dans la force territoriale en tant que brigade du sud-ouest rattachée à la division du Wessex. Il était composé de quatre bataillons de volontaires (en), dont les 4e et 5e du Prince Albert (Somerset Light Infantry), du 4e bataillon du Dorset Regiment (en) et du 4e du bataillon du duc d’Édimbourg (Wiltshire Regiment (en)).